# Živko Čingo
Živko Čingo (sau Zivko Cingo ori Zhivko Chingo) (n. 13 august, 1935 – d. 11 august 1987) a fost un jurnalist și scriitor macedonean, născut în Velgosti, în apropiere de Ohrid.

## Biografie
Živko Čingo a studiat literatura la Universitatea Sfinții Chiril și Metodiu (Kiril i Metodij) din Skopje. A lucrat ca jurnalist și a fost directorul Teatrului Național al Macedoniei.

## Traduceri, recunoaștere
Jurnalistul, scriitorul și omul de cultură macedonean a făcut parte din noul val de scriitori ai literaturii macedoniene, respectiv iugoslave, de după cel de-al doilea război mondial, apărut pe scena culturală macedoneană, respectiv iugoslavă. Unul din romanele sale, Golemata Voda (Apa cea mare) a fost tradus în mai multe limbi, printre care se numără și limba engleză. Apa cea mare a fost de asemenea ecranizat într-un film cu un nume omonim, The Great Water. Alte lucrări ale sale, precum sînt piese de teatru și povestiri au fost traduse și publicate în mai multe colecții, în mai multe limbi.

## Opere, bibliografie
- „Пасквелија“ (Paskvelia, povestiri scurte), 1961;
- „Семејството Огулиновци“ (Familia Ogulinov, povestiri scurte), 1965;
- „Нова Пасквелија“ (Noua Paskvelia, povestiri scurte), 1965;
- „Сребрени снегови“ (Zăpezi de argint, roman pentru copii), 1966;
- „Пожар“ (Focul, povestiri scurte), 1970;
- „Големата вода“ (Apa ce mare, roman), 1971;
- „Жед“ (Setea, scenariu), 1971;
- „Поле“ (Câmpia, scenariu), 1971;
- „Образов“ (Cheek, piesă de teatru), 1973;
- „Ѕидот, водата“ (Zidul, Apa, piesă de teatru), 1976;
- „Вљубениот дух“ (Fantoma îndrăgostită, povestiri scurte), 1976;
- „Кенгурски скок“ (Săritura cangurului, piesă de teatru), 1979;
- „Макавејските празници“' (Sărbătorile Macabeilor, piesă de teatru), 1982;
- „Накусо“ (Pe scurt, povestiri scurte), 1984;
- „Пчеларник“ (Stupii de albine, scenariu), 1988;
- „Гроб за душата“ (Mormânt pentru suflet, povestiri scurte), 1989;
- „Бабаџан“ (Babajan, roman), 1989;
- „Бунило“ (Delir, povestiri scurte), 1989.